# Сернийская культура
Группа (культура) Серни (фр. Cerny) — археологическая культурная группа конца раннего неолита, существовавшая на территории Франции во второй половине V тыс. до н. э. (4500 — 4200 гг. до н. э.). Является переходной к среднему неолиту.

## Распространение и хронология
Занимала, главным образом, территорию Парижского бассейна, где она сменила культуру Вильнёв-Сен-Жермен.
Наиболее ранний вариант культуры называется «горизонт Серни-Видель», фр. Cerny-Videlles.
Исчезла около 4200 г., распавшись на ряд мелких локальных вариантов, которые вскоре поглотили Шассейская культура (в южной части) и Михельсбергская культура (в северной).

## Характеристика
Характеризуется возведением монументальных оград-насыпей, известных как «тип Пасси», и монументальных некрополей.
Носители культуры разводили крупный рогатый скот.
Типовым памятником является «Парк быков» в Серни в департаменте Эссонна.

## Палеогенетика
В геноме неолитических обитателей из Флери-сюр-Орн (Fleury-sur-Orne) в Нормандии преобладал компонент анатолийского неолита. У них определены Y-хромосомные гаплогруппы H2-P96 (H2m, H2*), G2a2a-PF3147, G2a2a1a-PF3177, I2a1a2-M423, I2a1a1b2-L1394 и митохондриальные гаплогруппы J, K, T и H, характерные для неолитических земледельцев, три U5b и одну U8a1, которые восходят к европейским мезолитическим охотникам-собирателям. Доля индивидов с мезолитическими гаплогруппами соответствует доле генетического компонента охотников-собирателей по полногеномным данным.